# Farmakognosi
Farmakognosi, läran om naturprodukter vilka används som läkemedel eller vid framställning av läkemedel. 
Exempel på läkemedel som har sitt ursprung i naturen.
- Atropin - belladonna; Atropa belladonna, Solanaceae
- Digoxin, digitoxin - fingerborgsblomma, Digitalis sp., Plantaginaceae
- Cyklosporin - mikrosvamp, Tolypocladium sp.
- Kinin - kinaträdets bark, Cinchona sp., Rubiaceae
- Morfin, kodein - opievallmo; Papaver somniferum, Papveraceae
- Penicillin - mögelsvamp; Penicillium chrysogenes
- Salicylsyra - älgört; Filipendula ulmaria, Rosaceae
- Paklitaxel - idegran; Taxus sp., Taxaceae
- Vinkristin - rosensköna; Vinca (Catharanthus) rosea, Apocynaceae

## Avdelningen för farmakognosi, Uppsala universitet
Sveriges enda universitetsavdelning för farmakognosi finns på institutionen för läkemedelskemi vid Uppsala Universitet. Här bedrivs idag forskning på bland annat cyklotider, substanser med marint ursprung, COX-2 hämmare samt utvecklandet av ett kemiskt navigeringssystem för upptäckter av nya läkemedel från naturen. 

## Professorslängd vid Uppsala universitet
- Ulf Göransson (2014- )

Ulf Göransson befordrades till professor i farmakognosi 2014. Han disputerade i samma ämne 2002 på en avhandling om cykliska peptider (cyklotider).
- Anders Backlund (2011- )

Anders Backlund blev befordrad från lektor till professor i farmakognosi 2011. Han disputerade i systematisk botanik vid Uppsala Universitet på forskning kring växtordningen Dipsacales.
- Lars Bohlin (1991-2015)

Han disputerade på en avhandling om pilgifter, och under hans ledning inleddes forskning kring inflammationshämning och läkemedelspotential hos marina organismer. Han är inspektor emeritus i Farmacevtiska Studentkåren.
- Gunnar Samuelsson (1986-1991)

Han disputerade i farmakognosi på en avhandling om innehållet i misteln Viscum album L., och har skrivit en vida spridd lärobok i ämnet (Drugs of Natural Origin) som föreligger i sin sjunde upplaga (nu med Lars Bohlin som medförfattare). Han är inspektor emeritus och hedersmedlem i Farmacevtiska Studentkåren.
- Finn Sandberg (1968-1986)

Professuren flyttade med när Kungliga Farmaceutiska Institutet blev Farmaceutiska Fakulteten vid Uppsala Universitet.

## Professorer vid Kungliga Farmaceutiska Institutet
- Finn Sandberg (1954–1968)

Professuren flyttades till Uppsala Universitet
- Gösta Edman (1934-1954)
- Richard Westling (1918-1934)

Beskrev och typifierade den mögelart från vilken penicillin upptäcktes - Penicillum notatum Westling.
- Henrik Victor Rosendahl (1901-1918)

Var ursprungligen e.o. professor i allmän och experimentell farmakodynamik och farmakognosi vid Uppsala universitet. Efter att han disputerat vid Karolinska Institutet på en avhandling om stormhatt, var han lärare i botanik och farmakognosi vid Kungliga Farmaceutiska Institutet 1895-1901. Han skrev den första läroboken i farmakognosi på svenska 1897.

## Adjungerade professorer i farmakognosi
- Wenche Rolfsen – adjungerad professor vid Uppsala universitet
- Jan G. Bruhn – adjungerad professor vid Högskolan i Kalmar / Linnéuniversitetet